# Distretto di Mińsk
Il distretto di Mińsk (in polacco powiat miński) è un distretto polacco appartenente al voivodato della Masovia.

## Geografia antropica

### Suddivisioni amministrative
Il distretto comprende 13 comuni.
- Comuni urbani: Mińsk Mazowiecki, Sulejówek
- Comuni urbano-rurali: Halinów, Kałuszyn
- Comuni rurali: Cegłów, Dębe Wielkie, Dobre, Jakubów, Latowicz, Mińsk Mazowiecki, Mrozy, Siennica, Stanisławów